# Čeľovce
Čeľovce (maďarsky Cselej) jsou obec na Slovensku. Nachází se v okrese Trebišov v Košickém kraji. Přísluší do tradičního regionu Zemplín.
Obec se nachází v nadmořské výšce 142 m n. m. K 31. 12. 2011 žilo v obci 548 obyvatel. První písemná zmínka o obci pochází z roku 1220.